# Anyphops lycosiformis
Anyphops lycosiformis là một loài nhện trong họ Selenopidae.
Loài này thuộc chi Anyphops. Anyphops lycosiformis được George Newbold Lawrence miêu tả năm 1937.